# サン・ポティート・ウルトラ
サン・ポティート・ウルトラ（伊: San Potito Ultra）は、イタリア共和国カンパニア州アヴェッリーノ県にある、人口約1,500人の基礎自治体（コムーネ）。

## 地理

### 位置・広がり

#### 隣接コムーネ
隣接するコムーネは以下の通り。
- アトリパルダ
- カンディダ
- マノカルツァーティ
- パロリーゼ
- サルツァ・イルピーナ
- ソルボ・セルピコ